# Percnon planissimum
Percnon planissimum är en kräftdjursart som först beskrevs av J. F. W. Herbst 1804.  Percnon planissimum ingår i släktet Percnon och familjen Plagusiidae. Inga underarter finns listade i Catalogue of Life.